# Championnat du Japon de football de deuxième division 2010
Navigation
J2 League 2009 J2 League 2011
Le Championnat du Japon de football de deuxième division 2010 est la 12e édition de la J.League 2. Le championnat a débuté le 6 mars 2010 et s'est achevé le 4 décembre 2010.
Les trois meilleurs du championnat sont promus en J.League 2011.

## Les clubs participants
Les équipes classées de la 4e à la 18e place de la J2 League 2009, les 16e, 17e et 18e de J.League 2009 et le 4e de JFL 2009 participent à la compétition.
| Club                      | Dernière montée | Ville      | Classement 2009 | Entraîneur        | Depuis | Stade                          | Capacité | Nombre de saisons |
| ------------------------- | --------------- | ---------- | --------------- | ----------------- | ------ | ------------------------------ | -------- | ----------------- |
| Kashiwa Reysol            | 2010            | Kashiwa    | 16e             | Nelsinho Baptista | 2009   | Hitachi Kashiwa Soccer Stadium | 15 349   | 2                 |
| Oita Trinita              | 2010            | Ōita       | 17e             | Hwang Bo-kwan     | 2010   | Stade d'Oita                   | 40 000   | 5                 |
| JEF United Ichihara Chiba | 2010            | Ichihara   | 18e             | Atsuhiko Ejiri    | 2009   | Fukuda Denshi Arena            | 19 781   | 1                 |
| Ventforet Kōfu            | 2008            | Kōfu       | 4e              | Kazuo Uchida      | 2010   | Kose Sports Park Stadium       | 17 000   | 9                 |
| Sagan Tosu                | -               | Tosu       | 5e              | Ikuo Matsumoto    | 2010   | Stade de Tosu                  | 24 460   | 11                |
| Consadole Sapporo         | 2009            | Sapporo    | 6e              | Nobuhiro Ishizaki | 2009   | Sapporo Dome                   | 41 484   | 8                 |
| Tokyo Verdy               | 2009            | Tokyo      | 7e              | Ryoichi Kawakatsu | 2010   | Stade Ajinomoto                | 50 000   | 3                 |
| Mito HollyHock            | 2000            | Mito       | 8e              | Takashi Kiyama    | 2008   | Stade Mito                     | 12 000   | 10                |
| Tokushima Vortis          | 2005            | Tokushima  | 9e              | Naohiko Minobe    | 2008   | Stade Pocarisweat              | 17 924   | 5                 |
| Thespa Kusatsu            | 2005            | Kusatsu    | 10e             | Hiroshi Soejima   | 2010   | Stade Shoda Shoyu Gunma        | 15 253   | 5                 |
| Avispa Fukuoka            | 2007            | Fukuoka    | 11e             | Yoshiyuki Shinoda | 2008   | Level5 Stadium                 | 22 563   | 7                 |
| FC Gifu                   | 2008            | Gifu       | 12e             | Yasuharu Kurata   | 2010   | Gifu Nagaragawa Stadium        | 26 109   | 2                 |
| Kataller Toyama           | 2009            | Toyama     | 13e             | Takayoshi Amma    | 2010   | Toyama Stadium                 | 25 251   | 1                 |
| Roasso Kumamoto           | 2008            | Kumamoto   | 14e             | Takuya Takagi     | 2010   | Kumamoto Athletics Stadium     | 32 000   | 2                 |
| Ehime FC                  | 2006            | Matsuyama  | 15e             | Ivica Barbarić    | 2009   | Ningineer Stadium              | 20 000   | 4                 |
| Yokohama FC               | 2008            | Yokohama   | 16e             | Yasuyuki Kishino  | 2010   | Nippatsu Mitsuzawa Stadium     | 15 046   | 8                 |
| Tochigi SC                | 2009            | Utsunomiya | 17e             | Hiroshi Matsuda   | 2009   | Tochigi Green Stadium          | 18 025   | 1                 |
| Fagiano Okayama           | 2009            | Okayama    | 18e             | Masanaga Kageyama | 2010   | City Light Stadium             | 20 000   | 1                 |
| Giravanz Kitakyushu       | 2010            | Kitakyūshū | 4e              | George Yonashiro  | 2010   | Honjo Athletic Stadium         | 10 000   | 1                 |

- Relégué de la J1 League 2009
- Promu de la Japan Football League 2009

### Localisation des clubs
| \| Clubs du Grand Tokyo · Mito HollyHock (Ibaraki) · Ventforet Kōfu (Yamanashi) · Yokohama FC (Kanagawa) · Tokyo Verdy (Tokyo) · Kashiwa Reysol (Chiba) · JEF United Ichihara Chiba (Chiba) Grand Tokyo Consadole Sapporo Ehime FC Oita Trinita Avispa Sagan Tosu Tochigi SC Tokushima Vortis Thespa Kusatsu Giravanz Roasso Kumamoto FC Gifu Kataller Toyama Fagiano Okayama \| Localisation des clubs engagés dans le championnat. |
| Clubs du Grand Tokyo · Mito HollyHock (Ibaraki) · Ventforet Kōfu (Yamanashi) · Yokohama FC (Kanagawa) · Tokyo Verdy (Tokyo) · Kashiwa Reysol (Chiba) · JEF United Ichihara Chiba (Chiba) Grand Tokyo Consadole Sapporo Ehime FC Oita Trinita Avispa Sagan Tosu Tochigi SC Tokushima Vortis Thespa Kusatsu Giravanz Roasso Kumamoto FC Gifu Kataller Toyama Fagiano Okayama                                                           |

| Clubs du Grand Tokyo · Mito HollyHock (Ibaraki) · Ventforet Kōfu (Yamanashi) · Yokohama FC (Kanagawa) · Tokyo Verdy (Tokyo) · Kashiwa Reysol (Chiba) · JEF United Ichihara Chiba (Chiba) Grand Tokyo Consadole Sapporo Ehime FC Oita Trinita Avispa Sagan Tosu Tochigi SC Tokushima Vortis Thespa Kusatsu Giravanz Roasso Kumamoto FC Gifu Kataller Toyama Fagiano Okayama |

## Compétition

### Classement
Source : CLASSEMENT J.LEAGUE DIVISION 2 2010 sur transfermarkt.fr
| Rang | Équipe                      | Pts | J  | G  | N  | P  | Bp | Bc | Diff |
| ---- | --------------------------- | --- | -- | -- | -- | -- | -- | -- | ---- |
| 1    | Kashiwa Reysol R            | 80  | 36 | 23 | 11 | 2  | 71 | 24 | +47  |
| 2    | Ventforet Kōfu              | 70  | 36 | 19 | 13 | 4  | 71 | 40 | +31  |
| 3    | Avispa Fukuoka              | 69  | 36 | 21 | 6  | 9  | 63 | 34 | +29  |
| 4    | JEF United Ichihara Chiba R | 61  | 36 | 18 | 7  | 11 | 58 | 37 | +21  |
| 5    | Tokyo Verdy                 | 58  | 36 | 17 | 7  | 12 | 47 | 34 | +13  |
| 6    | Yokohama FC                 | 54  | 36 | 16 | 6  | 14 | 54 | 47 | +7   |
| 7    | Roasso Kumamoto             | 54  | 36 | 14 | 12 | 10 | 39 | 43 | -4   |
| 8    | Tokushima Vortis            | 51  | 36 | 15 | 6  | 15 | 51 | 47 | +4   |
| 9    | Sagan Tosu                  | 51  | 36 | 13 | 12 | 11 | 42 | 41 | +1   |
| 10   | Tochigi SC                  | 50  | 36 | 14 | 8  | 14 | 46 | 42 | +4   |
| 11   | Ehime FC                    | 48  | 36 | 12 | 12 | 12 | 34 | 34 | 0    |
| 12   | Thespa Kusatsu              | 48  | 36 | 14 | 6  | 16 | 36 | 48 | -12  |
| 13   | Consadole Sapporo           | 46  | 36 | 11 | 13 | 12 | 37 | 38 | -1   |
| 14   | FC Gifu                     | 45  | 36 | 13 | 6  | 17 | 32 | 45 | -13  |
| 15   | Oita Trinita R              | 41  | 36 | 10 | 11 | 15 | 39 | 49 | -10  |
| 16   | Mito HollyHock              | 38  | 36 | 8  | 14 | 14 | 29 | 45 | -16  |
| 17   | Fagiano Okayama             | 32  | 36 | 8  | 8  | 20 | 27 | 51 | -24  |
| 18   | Kataller Toyama             | 28  | 36 | 8  | 4  | 24 | 39 | 71 | -32  |
| 19   | Giravanz Kitakyushu P       | 15  | 36 | 1  | 12 | 23 | 20 | 65 | -45  |

|  | Promu en J1 League 2011                                               |
|  | P : Promu de Japan Football League 2009 R : Relégué de J1 League 2009 |

## Statistiques

### Meilleurs buteurs
|                    | Buteur            | Club                      | Buts | MJ |
| ------------------ | ----------------- | ------------------------- | ---- | -- |
| Médaille d'or      | Mike Havenaar     | Ventforet Kōfu            | 20   | 31 |
| Médaille d'argent  | Tomohiro Tsuda    | Tokushima Vortis          | 16   | 31 |
| Médaille de bronze | Ricardo Lobo      | Tochigi SC                | 16   | 31 |
| 4                  | Genki Nagasato    | Avispa Fukuoka            | 15   | 35 |
| 5                  | Paulinho          | Ventforet Kōfu            | 14   | 33 |
| 6                  | Leandro Domingues | Kashiwa Reysol            | 13   | 32 |
| 7                  | Yohei Toyoda      | Sagan Tosu                | 13   | 34 |
| 8                  | Masashi Oguro     | Yokohama FC               | 12   | 16 |
| 9                  | Neto Baiano       | JEF United Ichihara Chiba | 10   | 29 |
| 10                 | Kosuke Nakamachi  | Avispa Fukuoka            | 10   | 35 |